# Chartley Holme
Chartley Holme var en civil parish 1858–1934 när det uppgick i Stowe, i grevskapet Staffordshire i England. Civil parish var belägen 11 km från Rugeley och hade 32 invånare år 1931.